# Bastaskäret
Bastaskäret  is een Zweeds eiland behorend tot de Lule-archipel. Het eiland ligt ten noorden van Kluntarna, maar behoort niet tot het Natuurreservaat Kluntarna. Het eiland heeft geen oeververbinding en op een enkele overnachtingsplaats aan de westkust geen bebouwing. Op de zuidelijke kust ligt een scheepswrak.